# Gabriel Loppé
Gabriel Loppé (2. července 1825 – 19. května 1913) byl francouzský malíř, fotograf a horolezec. Stal se prvním cizincem, který se stal členem Alpine Clubu v Londýně.

## Životopis

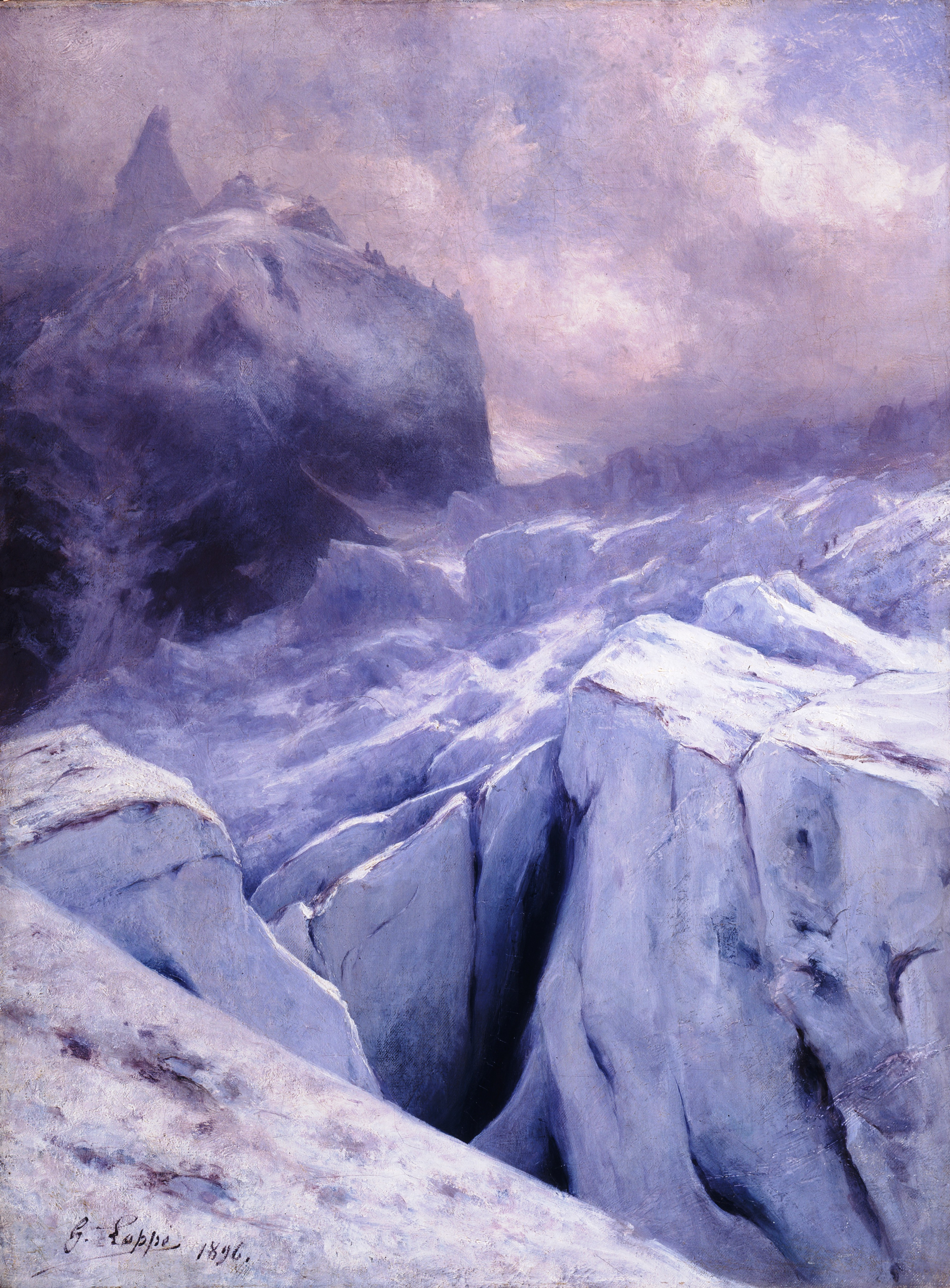
Trhliny na Glacier du Geant, Mont Blanc Massif, John Mitchell Fine Paintings, Londýn

Jeho otec byl kapitánem u francouzských inženýrů a Loppého dětství strávil v mnoha různých městech jihovýchodní Francie.
Ve věku jednadvaceti let Loppé vylezl na malou horu v Languedocu a našel skupinu malířů, kteří na vrcholu skicovali. Tak našel své povolání a následně odjel do Ženevy, kde se setkal s uznávaným předním švýcarským krajinářem Alexandrem Calamem (1810-1864).
Loppé se začal věnovat horolezectví v Grindelwaldu v 50. letech 19. století a snadno se spřátelil s mnoha anglickými horolezci ve Francii a Švýcarsku. Ačkoli byl často označován jako Calameho žák a jeho rivala Francoise Didaye, Loppé byl téměř zcela samouk. Stal se prvním malířem, který pracoval ve vyšších nadmořských výškách při horolezeckých výpravách, a vysloužil si právo být považován za zakladatele malířské alpinistické (peintres-alpinistes) školy, která v Savojsku vznikla na přelomu devatenáctého století. Spolu s prvovýstupem na Mont Mallet v pohoří Grandes Jorasses v Chamonix provedl Loppé během své horolezecké kariéry, která trvala až do konce 90. let 19. století, přes čtyřicet výstupů na Mont Blanc.
Loppé často dělal olejové nákresy z alpských vrcholů, včetně panoramatu výhledu z vrcholu Mont Blancu. Jeho obrazy se staly proslulé pro svou atmosféru a spontánnost a brzy se účastnil mnoha výstav v Londýně a Paříži. V roce 1896 strávil Loppé více než padesát sezón lezením a malováním v Chamonix, kde byly některé jeho práce vystaveny v Musée Alpin. Jakožto bezkonkurenční „dvorní malíř“ v údolí bylo jeho dílo neustále žádané a většina jeho obrazů mířila k anglickým horolezcům a letním turistům. V pozdějších letech byl Loppé fascinován fotografováním a byl také v této oblasti inovátorem. Jeho fotografie s dlouhou expozicí Eiffelovy věže zasažené bleskem, nyní v Musée d'Orsay v Paříži, zůstává jedním z jeho ikonických snímků.

## Galerie

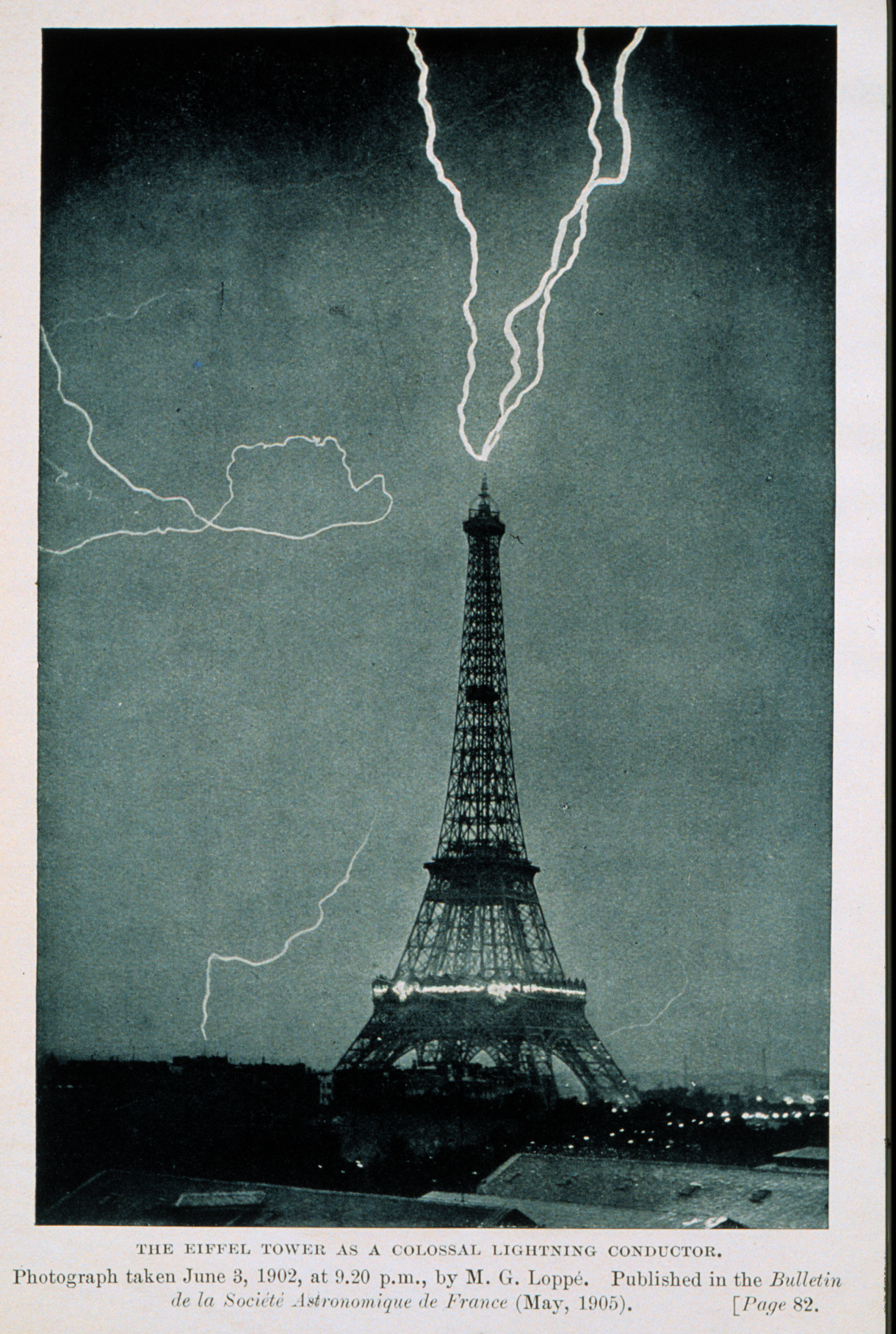
Fotografie s dlouhou expozicí Eiffelovy věže zasažené bleskem, nyní v Musée d'Orsay v Paříži, zůstává jedním z jeho ikonických snímků. 3. června 1902
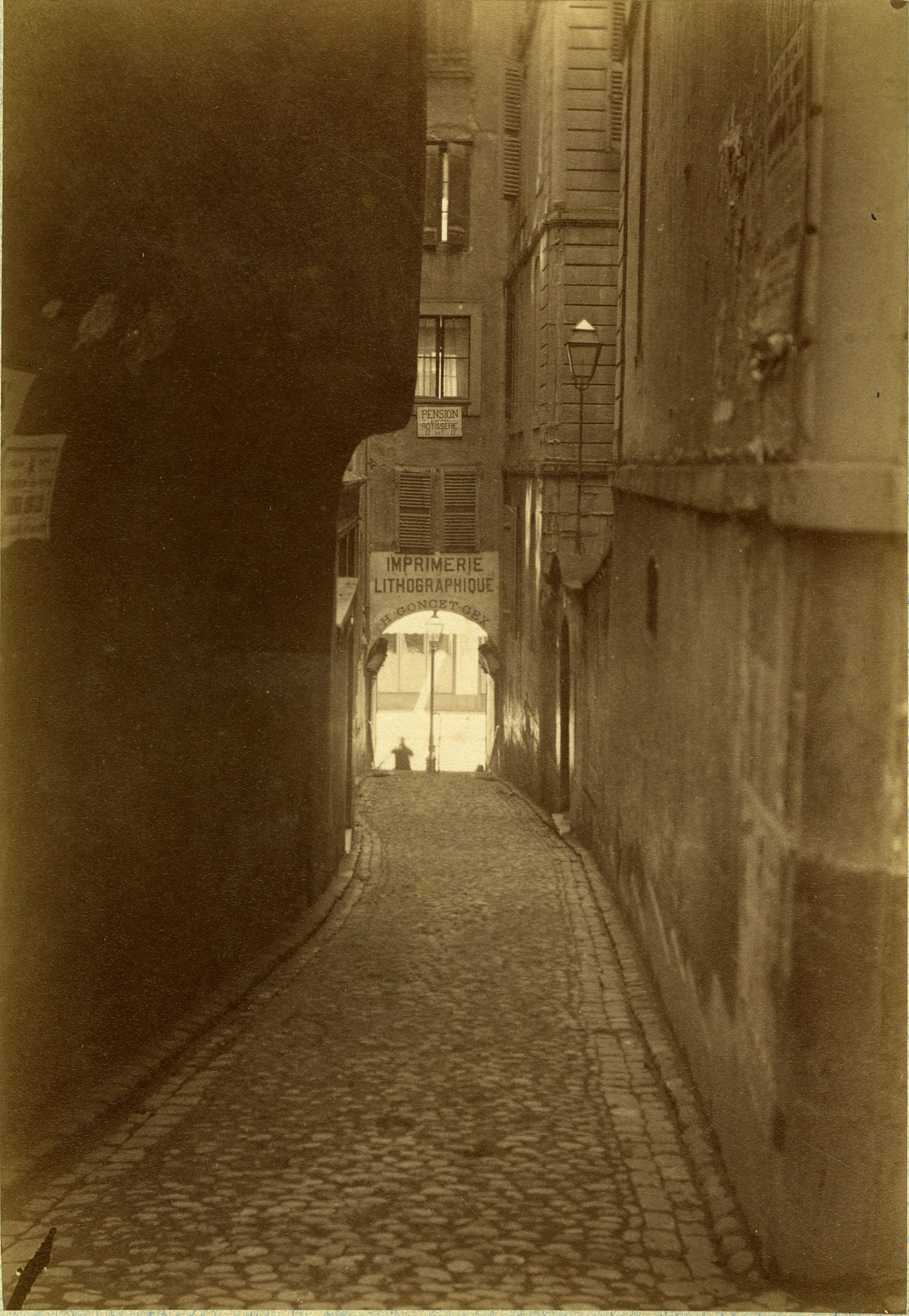
Passage Terraillet
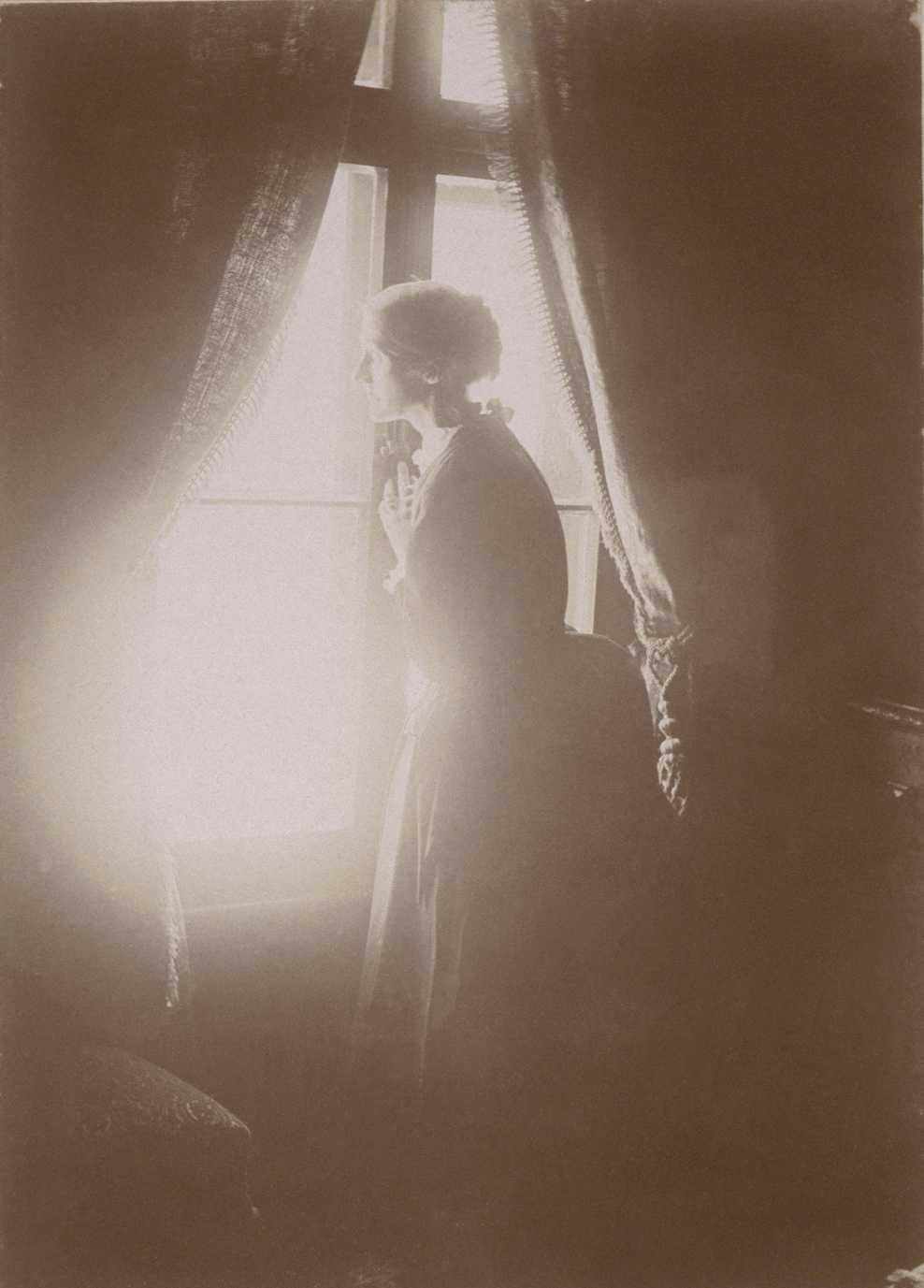
Julia Switzerlandová, 1889
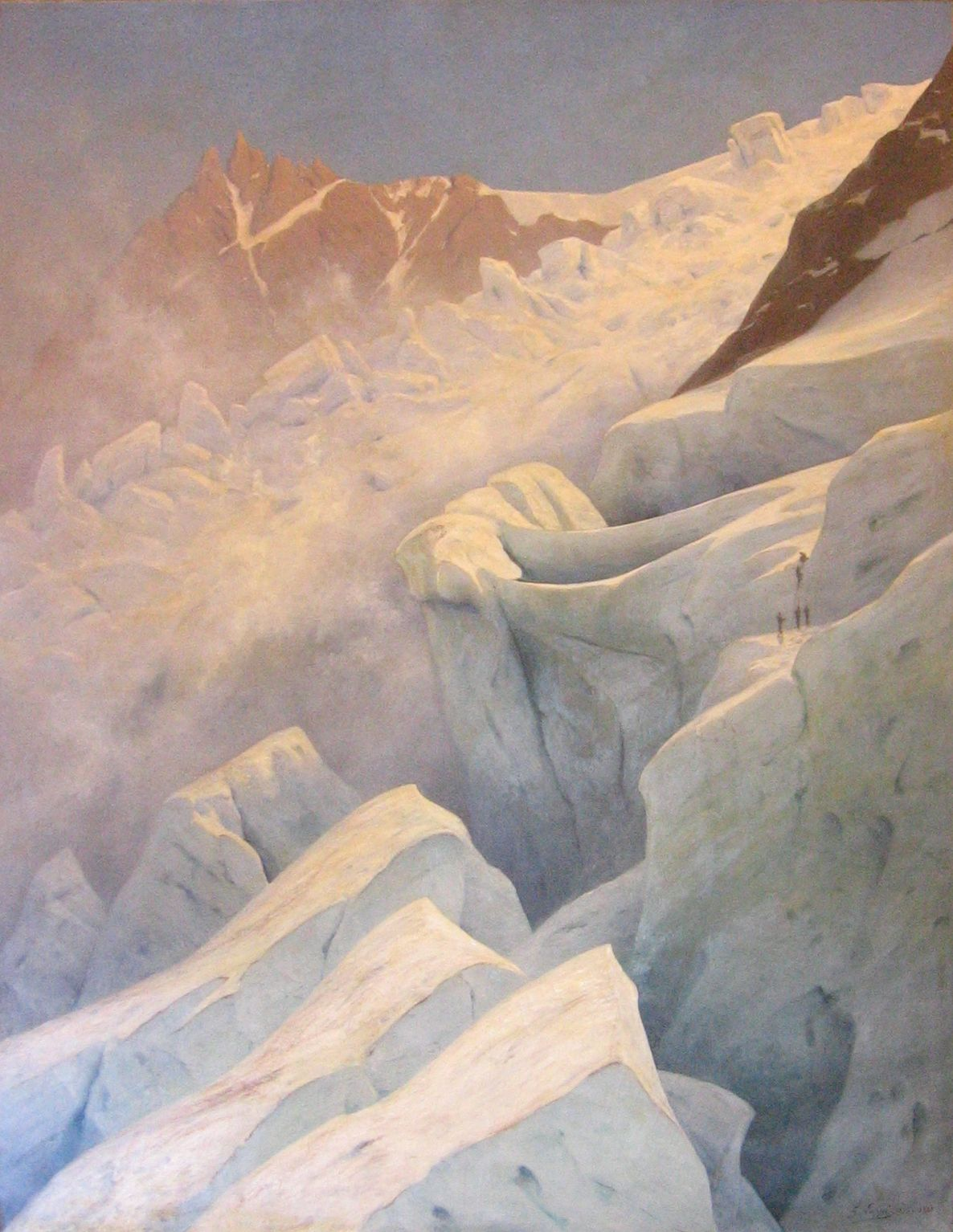
Trhliny nad Grands Mulets - Výstup na Mont Blanc, 1875-1883
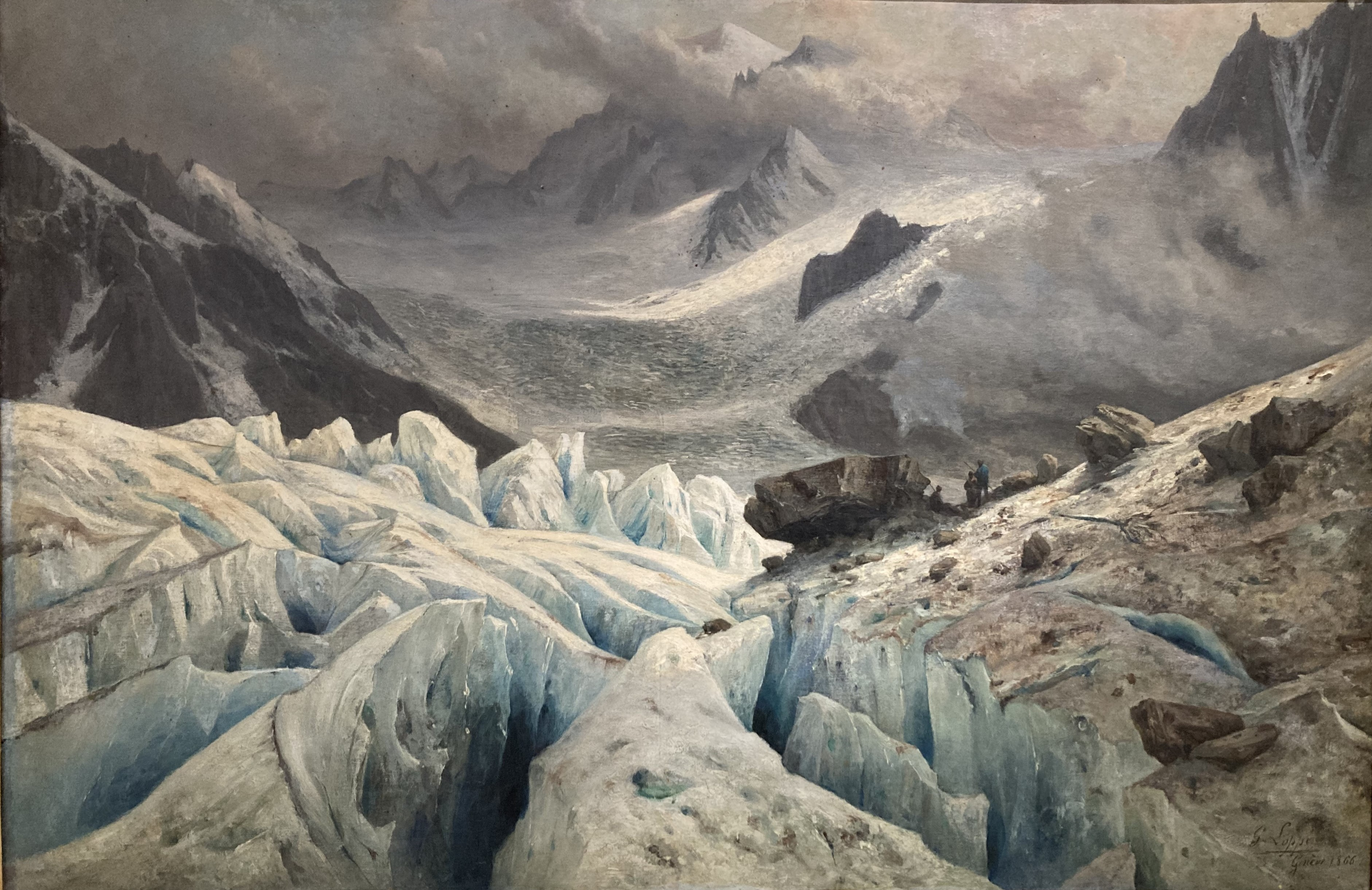
Mont-Blanc, 1866
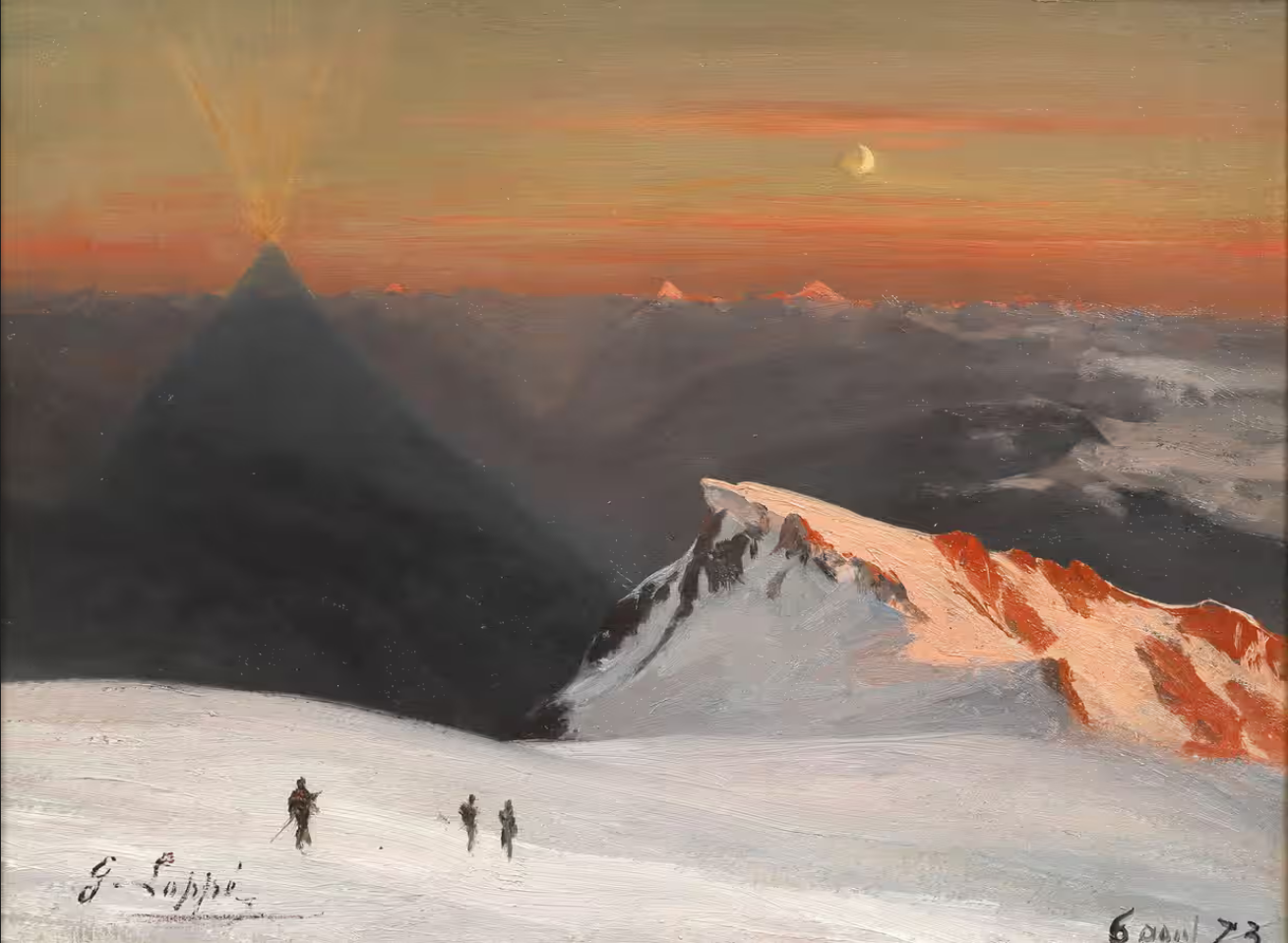
Stín Mont Blancu při západu slunce, 1873
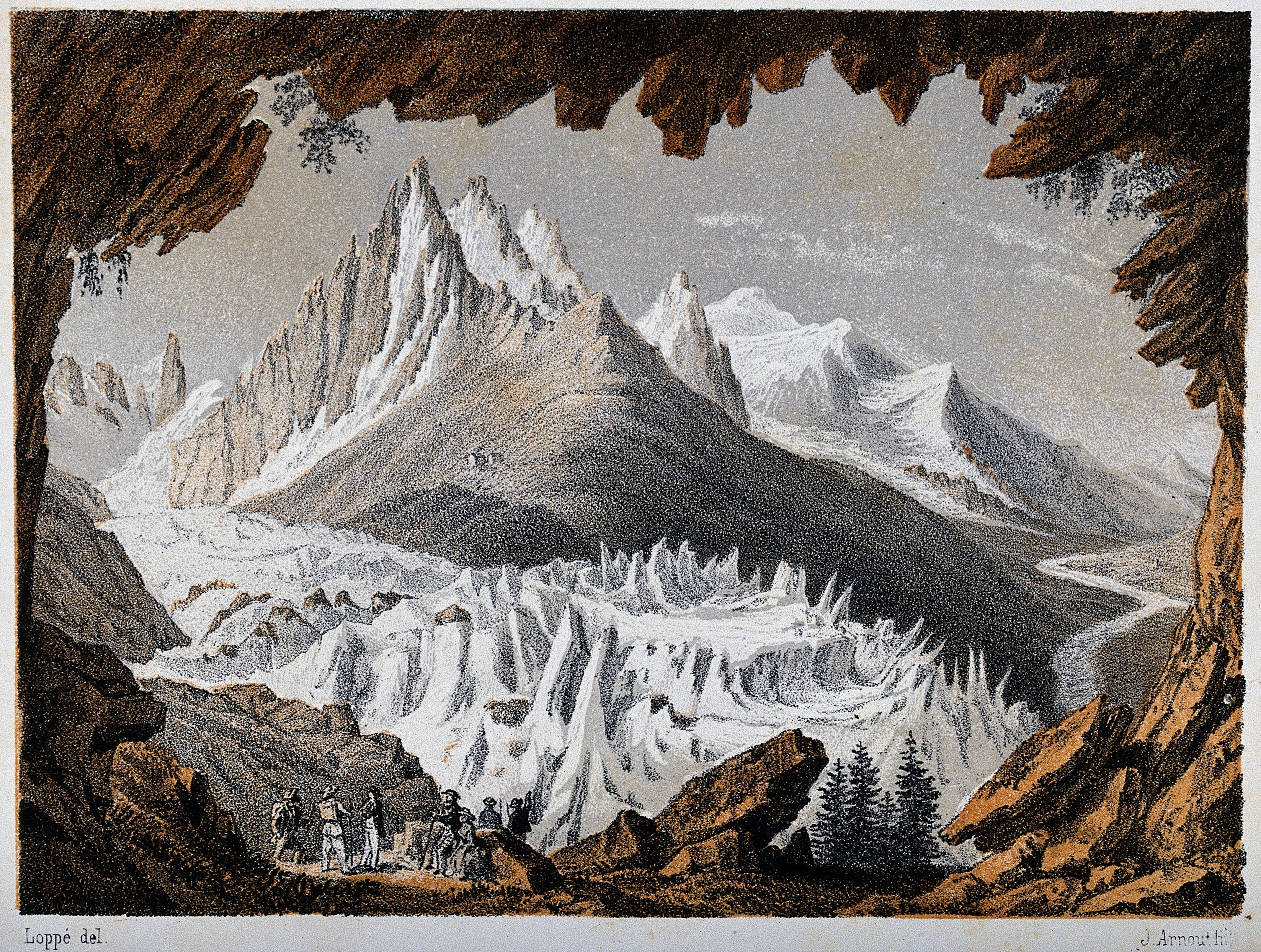
Ledovec Bains, Mont Blanc, pohled z Montanvertu do Chamonix. Barevná litografie od J. Arnouta podle G. Loppého.
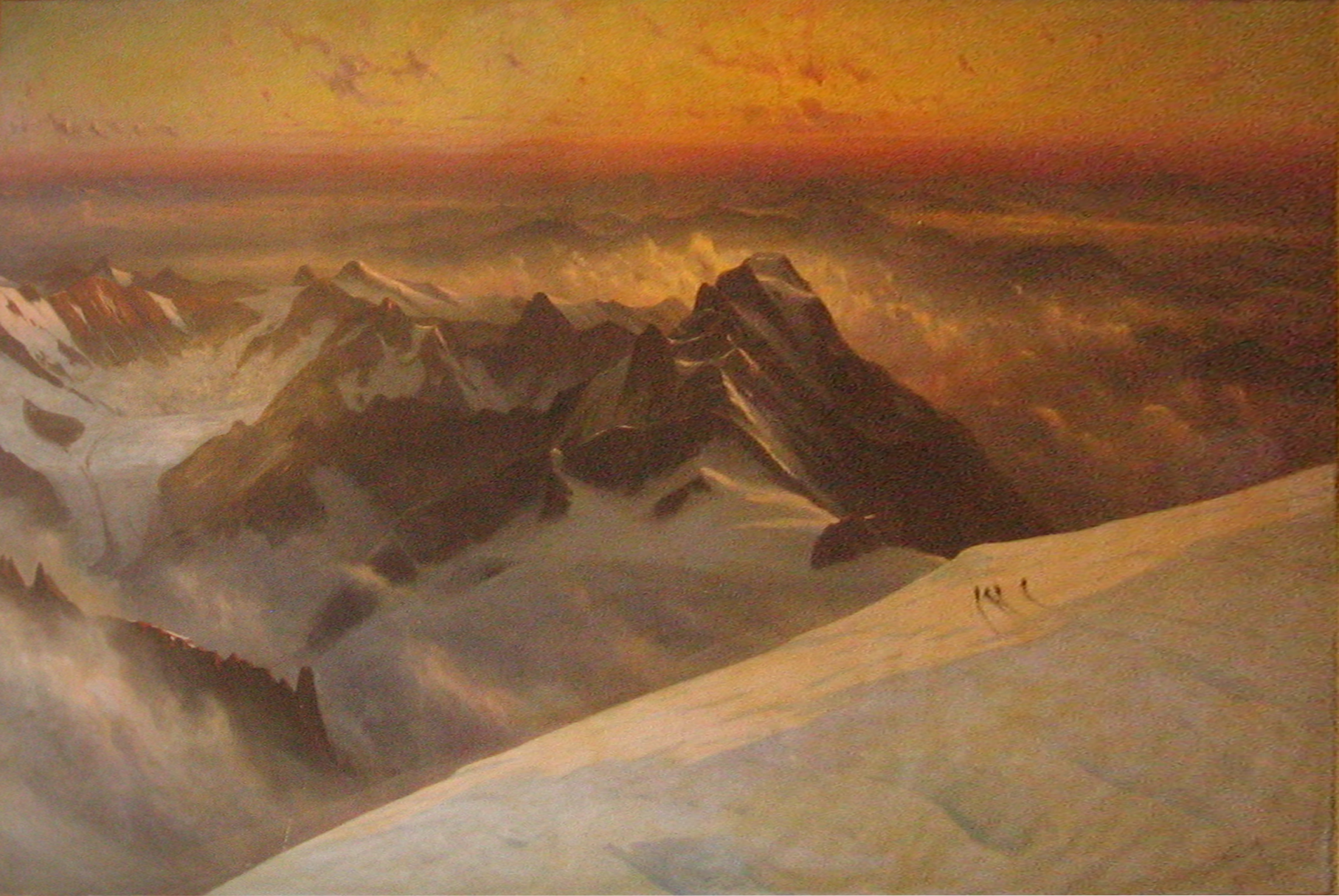
Gabriel Loppé: Východ SLunce nad Grandes Jorasses, malba, 1862-1872